# Hestiasula ceylonica
Hestiasula ceylonica är en bönsyrseart som beskrevs av Max Beier 1956. Hestiasula ceylonica ingår i släktet Hestiasula och familjen Hymenopodidae. Inga underarter finns listade i Catalogue of Life.